# Моралес Эрлих, Хосе Антонио
Хосе Антонио Моралес Эрлих (исп. José Antonio Morales Erlich; 3 июля 1935 — 26 июня 2021) — сальвадорский политик, юрист и государственный деятель, один из лидеров Христианско-демократической партии. Член правящей военно-гражданской хунты в первые годы гражданской войны. Министр сельского хозяйства в 1987—1988. Дважды — 1974—1976 и 1985—1987 — занимал пост мэра Сан-Сальвадора. Выступал с антикоммунистических и антиолигархических позиций, проводил активные социально-экономические реформы.

## Происхождение, образование, работа
Родился в семье таможенника. В детстве жил на ферме деда, где семья занималась производством овощей. Учился в католической школе. С детства был знаком с будущими крупными сальвадорскими политиками и общественными деятелями как правого, так и левого направления. Был особенно близок с поэтом-коммунистом Роке Дальтоном, впоследствии основателем партизанского движения.
Окончил факультет юридических и социальных наук Сальвадорского университета. Завершив учёбу, Хосе Антонио Моралес Эрлих служил в прокуратуре, затем работал адвокатом. Приобрёл широкую известность как участник судебных процессов по резонансным уголовным и политическим делам. В 1972 выступал в качестве защитника Хосе Наполеона Дуарте.

## Христианско-демократический политик
Политически Моралес Эрлих придерживался христианско-демократических взглядов. С 1960 состоял в Христианско-демократической партии (ХДП). Был активным противником военных диктатур и землевладельческой олигархии, и в то же время убеждённым антикоммунистом.
В 1974 Моралес Эрлих как представитель ХДП был избран алькальдом — мэром — сальвадорской столицы Сан-Сальвадора. Стимулировал создание городской торговой инфраструктуры — рынки и павильоны вместо уличной торговли с рук, развитие городских СМИ. Пользовался широкой популярностью в городе, но военное правительство полковника Молины воспрепятствовало переизбранию Моралеса Эрлиха в 1976.
На президентских выборах 1977 года Хосе Антонио Моралес Эрлих баллотировался в вице-президенты вместе с кандидатом оппозиционной коалиции Эрнесто Кларамонтом. Однако власти объявили о победе генерала Карлоса Умберто Ромеро и его кандидата в вице-президенты Хулио Эрнесто Астасио. Оппозиция заявила о фальсификации выборов. Под угрозой ареста Моралес Эрлих эмигрировал в Коста-Рику, где являлся советником муниципалитета Сан-Хосе.
Возвратился на родину в 1979 году и активно выступал против президента-генерала Ромеро. Главной политической установкой Моралеса Эрлиха являлась аграрная реформа — наделение крестьян землёй за счёт крупных латифундистов. Он также выступал против «либеральной модели агроэкспорта», которая приводила к финансовым потерям для Сальвадора. Обладал репутацией «политика твёрдой кости».

## «Реформатор с помощью винтовок»
15 октября 1979 года в Сальвадоре произошёл военный переворот. К власти пришла Революционная правительственная хунта. Хосе Антонио Моралес Эрлих поддержал новый режим, от которого ожидал масштабных социальных преобразований.
В 1980 году Моралес Эрлих стал первым христианским демократом, который вошёл в состав хунты. В конце 1980 года хунту возглавил лидер ХДП Хосе Наполеон Дуарте, которого Моралес Эрлих давно и активно поддерживал. Государственная деятельность Хосе Антонио Моралеса Эрлиха проходила в условиях ожесточённой гражданской войны между правительством, марксистским движением ФНОФМ и ультраправыми эскадронами смерти партии АРЕНА.
Хосе Антонио Моралес Эрлих курировал в хунте аграрную политику. Продвигал проект аграрной реформы, сопряжённый с изъятием земель у латифундистов. Проводил также принудительную национализацию банков, при которой 51 % активов присваивало государство, 20 % передавалось банковским служащим, 29 % сохранялось за бывшими владельцами. Осуществлял силовые экспроприации недвижимости и скота, направлял в банки военные подразделения. Эта политика вызывала ненависть землевладельческой и финансовой олигархии, многих сальвадорских бизнесменов. «Гротескным разрушителем» называла Моралеса Эрлиха крупная агропредпринимательница Глория Сальгуэро Гросс, сподвижница Роберто д’Обюссона.

Национализация банков, как и аграрная реформа, проводится с помощью винтовок.

На Моралеса Эрлиха было совершено несколько покушений. В то же время партизаны ФНОФМ рассматривали его как «буржуазного реакционера», а ультраправые — как «сообщника коммунистов».

Правые ненавидят его, потому что он проводит реформы. Партизаны ненавидят его, потому что он перехватил их знамя и является большим революционером, чем они. Военные ненавидят его, потому что считают коммунистом.

Со своей стороны Моралес Эрлих выступал за жёсткое подавление вооружённого повстанчества, но был готов к диалогу и компромиссу с левой оппозицией и даже с ФНОФМ и Компартией Сальвадора. При этом он резко осуждал террор «эскадронов смерти» майора д’Обюссона, особенно убийство архиепископа Оскара Арнульфо Ромеро. Он считал трудной проблемой страны отвержение военными демократических принципов. В 1982 году, после отставки Хосе Наполеона Дуарте, Моралес Эрлих вышел из состава правительственной хунты.

## После хунты и войны
Со второй половины 1980-х гражданская война в Сальвадоре пошла на спад. В сальвадорской политике в значительной степени возобладала позиция Моралеса Эрлиха. В 1985 году он снова был избран алькальдом Сан-Сальвадора. Организовывал восстановление разрушенных кварталов столицы после землетрясения 1986 года.
Моралес Эрлих упорно добивался чистки командных кадров от офицеров, тесно связанных с майором д’Обюссоном. В частности, он настаивал на отстранении подполковника Хосе Адальберто Круса, командира батальона «Рональд Рейган». В ходе мирных переговоров правительства с повстанцами Моралес Эрлих участвовал в разработке проекта новой Конституции Сальвадора. Возглавлял Корпорацию муниципалитетов Сальвадора и Консультативный совет по аграрной реформе. В 1987—1988, при президентстве Хосе Наполеона Дуарте, занимал пост министра сельского хозяйства. Выступал за доскональное расследование убийства архиепископа Оскара Арнульфо Ромеро, уличая в этом преступлении «эскадроны смерти» д’Обюссона. Трудности правосудия объяснял контролем АРЕНА над сальвадорской судебной системой.
После гражданской войны, завершившейся в 1992 году, Хосе Антонио Моралес Эрлих оставался активным деятелем ХДП. Занимал пост в Генеральной прокуратуре Сальвадора. С 1996 по 2001 годы был депутатом Центральноамериканского парламента. Находился в оппозиции правым правительствам АРЕНА. На президентских выборах 2009 Моралес Эрлих поддерживал представителя ФНОФМ Маурисио Фунеса, избранного президентом Сальвадора (при этом следует учитывать, что ФНОФМ перешёл с прежних прокоммунистических позиций на социал-демократические — подобно эволюции АРЕНА от неофашизма к национал-консерватизму).
Участвовал в демократических организациях, выступал за создание нового общественно-политического движения, которое соединит принципы христианской демократии, социал-демократии и демократических гражданских инициатив. В своём последнем интервью он говорил о губительном для современного обществе действии консьюмеризма, порождающего агрессивный криминал.
Скончался Хосе Антонио Моралес Эрлих незадолго до своего 86-летия. Официальные соболезнования родным и близким выразили вице-президент Сальвадора Феликс Ульоа и руководство ХДП.

## Семья
С 1957 года Хосе Антонио Моралес Эрлих женат на Марине Карбонель Моралес. В браке имеет двух сыновей. Оба они во время гражданской войны являлись партизанами ФНОФМ и яростными противниками отца.
Хосе Антонио Моралес Карбонель — старший сын Моралеса Эрлиха — в начале войны направил отцу обличающее открытое письмо. В марте 1980 года он был взят в плен правительственными войсками и до весны 1982 находился в тюрьме (вместе с Хуаном Хосе Дальтоном — сыном Роке Дальтона).
Коллизия семьи Моралес была замечена в СССР. В специальном пропагандистском материале описывалось, как Моралес Эрлих посещает сына в тюрьме, «но им не о чем говорить». При этом отмечалось, что Моралес-старший является «членом хунты, которому пророчат большое политическое будущее».
После гражданской войны сыновья Моралеса Эрлиха стали левыми общественно-политическими деятелями. Моралес Карбонель занимал видный пост в аппарате правительства, известен также в бизнесе.